# Gianluca Susta

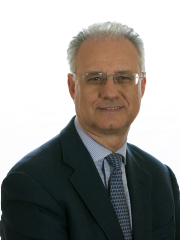
Gianluca Susta

Gianluca Susta (* 10. April 1956 in Biella) ist ein italienischer Politiker.

## Werdegang
Susta erwarb das Doktorat in Rechtswissenschaften und war als Rechtsanwalt an höheren Gerichten tätig. Politisch war er lange Jahre bei der Democrazia Cristiana und der Partito Popolare Italiano aktiv. 2001 war er Präsident der konstituierenden Versammlung der neuen Partei La Margherita, bei der er im Landesvorstand saß und Regionalsekretär für das Piemont war. Er saß außerdem im Vorstand der Europäischen Demokratischen Partei. Über Jahre hinweg war Susta zunächst Gemeinderat, danach Assessor und von 1992 bis 2004 Bürgermeister von Biella, außerdem war er Vorsitzender des Provinzialrates von Biella und von 2000 bis 2005 Vizepräsident der Regionalregierung von Piemont. Ferner war er Vizepräsident des italienischen Städte- und Gemeindetages und Mitglied der Konferenz Staat-Stadtgemeinde und Gebietskörperschaften. Am 8. Mai 2006 rückte er in das Europäische Parlament nach. 2009 wurde er über die Liste der Partito Democratico wiedergewählt und war stellvertretender Vorsitzender der Fraktion der SPE. Bei den Wahlen 2013 kandidierte Susta für die Scelta Civica von Mario Monti und zog in den Senat ein.